# Institut Monetari Europeu
El Institut Monetari Europeu (IME) va ser una institució financera de la Unió Europea, predecessor del Banc Central Europeu, que va operar entre 1994 i 1998.

## Creació
L'Institut Monetari Europeu es va crear l'1 de gener de 1994 en el marc de la 2a fase de la Unió Econòmica i Monetària de la Unió Europea (UEM), d'acord amb allò que es disposa a l'article 109 F del Tractat de Maastricht. La seva activitat es va considerar des del principi merament transitòria fins que es produís l'inici de la 3r fase de la UEM.
En el moment de la creació de l'IME es van dissoldre el Comitè de Governadors de Bancs Centrals així com el Fons Europeu de Cooperació Monetària (FECOM), passant els actius i passius d'aquest últim a l'IME.

## Objectius
L'objectiu de l'IME era contribuir a establir les condicions necessàries per al pas a la 3a fase de la Unió Econòmica i Monetària, a través de l'enfortiment de la coordinació de les polítiques monetàries per garantir l'estabilitat dels preus, la realització dels treballs preparatoris per a la constitució del Sistema Europeu de Bancs Centrals (SEBC), la posada en marxa d'una política monetària única, la creació d'una moneda única, l'euro i la supervisió del desenvolupament de l'ECU.

## Organització
L'Institut Monetari Europeu tenia personalitat jurídica pròpia i disposava de recursos propis amb origen en les contribucions dels Bancs Centrals Nacionals.
Era gestionat per un President i pels Governadors dels Bancs Centrals Nacionals, un dels quals exercia la funció de president.
L'organització de l'IME constava d'un Consell, Comitès, Subcomitès i Grups de treball.
El Consell era l'òrgan decisori, i assumia les funcions de direcció i gestió de la institució. Estava compost pel President de l'IME i els Governadors dels Bancs Centrals Nacionals. El President del Consell de la Unió Europea i un membre de la Comissió podien participar en les reunions del Consell, sense dret a vot. Aquestes se celebraven en un mínim de deu ocasions anuals, en estricta confidencialitat.
El President de l'IME s'escollia per un període de tres anys, i la seva tasca consistia a preparar i presidir les reunions del Consell i dirigir la institució. Li recolzava la figura del Vicepresident, el càrrec del qual tenia també una durada de tres anys. El seu paper era substituir el President en el cas que aquest es trobés absent. Els Comitès, Subcomitès i Grups de treball s'encarregaven de desenvolupar les tasques de l'IME.
El primer President de l'IME entre 1994 i 1997 va ser el belga Alexandre Lamfalussy.
L'IME estava dotat de recursos per valor de 615,6 milions d'ECU, subministrats pels Bancs Centrals dels Estats membres, segons la proporció de cada país en població i el PIB comunitaris, segons el mètode previst per al BCE a la 3a fase de la Unió Econòmica i Monetària.

## Dissolució
En constituir-se el Banc Central Europeu l'1 de juny de 1998, l'IME va desaparèixer, i els seus passius i actius van passar al BCE.
Des del primer dia de la 3a fase de la UEM, es deroga la creació de l'ECU, es liquiden tots els crèdits i dèbits del mecanisme de finançament a molt curt termini i el d'ajut econòmic a curt termini, així com l'actiu restant. El passiu es va saldar, i el producte de la liquidació de l'actiu restant es va repartir entre els Bancs Centrals Nacionals.
El President va cessar en les seves funcions el mateix dia de la constitució del BCE.